# 波別德諾耶湖
60°21′58″N 29°26′21″E / 60.365973°N 29.439054°E
波別德諾耶湖（俄语：Победное），是俄羅斯的湖泊，位於該國西北部，由列寧格勒州負責管轄，面積2平方公里，海拔高度26.7米，集水區面積10.2平方公里。